# Monika Warneńska
Monika Warneńska właśc. Kazimiera Jelonkiewicz (ur. 4 marca 1922 r. w Myszkowie, zm. 9 kwietnia 2010 r. w Warszawie) – polska prozaiczka, reportażystka, autorka utworów dla młodzieży.

## Życiorys
Ukończyła studia historyczne na Uniwersytecie Warszawskim. Debiutowała w 1945 r. na łamach prasy jako poetka pod nazwiskiem Kazimiera Kosińska. W latach 1946–1950 była redaktorką dziennika „Polska Zbrojna”, a w latach 1951–1976 dziennika „Trybuna Ludu”. W latach 1977–1990 była redaktorem ilustrowanego tygodnika społeczno-politycznego „Perspektywy”. W latach 1964–1975 była korespondentem wojennym w Wietnamie.
W 1967 r. otrzymała nagrodę III stopnia Ministra Kultury i Sztuki. W 1972 r. nagrodę Instytutu Wydawniczego CRZZ za twórczość dla młodzieży. 20 marca 1986 otrzymała peruwiański Order Zasługi za Wybitną Służbę w klasie oficera.
Od 1945 r. mieszkała w Warszawie.
Zmarła 9 kwietnia 2010. Została pochowana 15 kwietnia 2010 r. na cmentarzu Powązkowskim w Warszawie (kwatera Z-5-13).

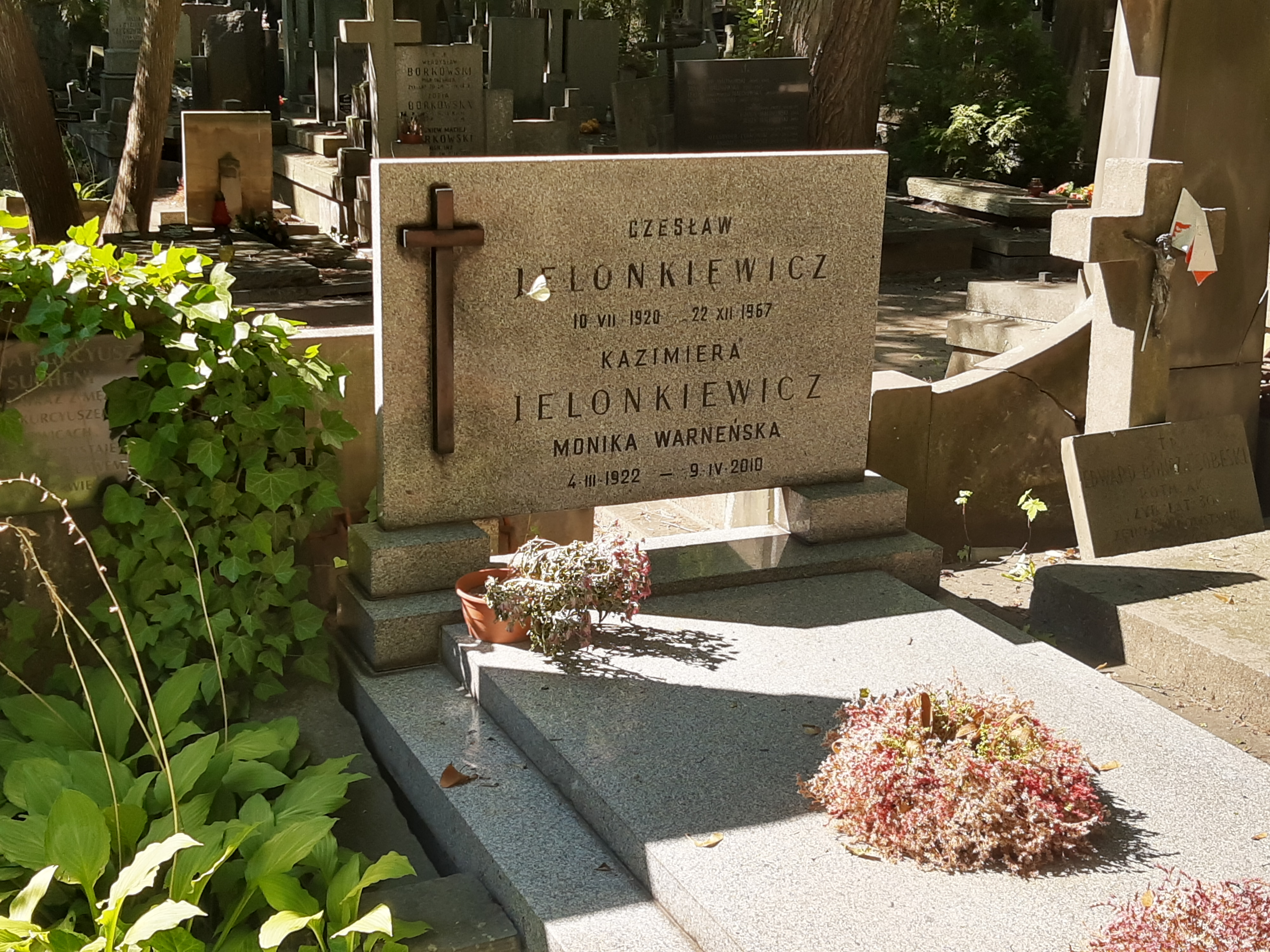
Grób Moniki Warneńskiej na Starych Powązkach

## Twórczość (wybór)
- Ludzie czerwonej woli (szkice; 1950)
- Czerwona kokarda (powieść; 1950)
- Miasto przywrócone życiu. Opowieść o Zawierciu. (reportaż historyczno-współczesny; 1953)
- Chłopcy z miasta Łodzi (opowieść faktograficzna; 1960)
- Wiatr za progiem. Opowieść o Żeromskim (1961)
- Chłopiec z Romanowa. Opowieść o młodym Kraszewskim (1965)
- Śladami Sienkiewicza (1967)
- Bambusy szumią nocą (reportaże, 1970)
- Nie ma przerwy w życiorysie (powieść; 1972)
- Niespokojni Amerykanie  (o Amerykanach uwikłanych w wojnę w Wietnamie, spojrzenie z różnych stron; 1974)
- Warsztat Czarodzieja (1975) Wyd. Łódzkie (o Julianie Tuwimie)
- Dziewczyna z Wyspy Słońca (powieść dla młodzieży; 1986)
- Twój czar nade mną trwa (opowieść; 1986)
- Iskry wielkiego ognia
- Goście honorowi
- Skarby z dalekich podróży
- Ucieczka w pożogę
- Ostatnia róża
- Zwierciadło z Toledo
- Ląd ocalony
- Tygrysie oczy
- Tam, gdzie bogowie są wiecznie młodzi
- Wąż ma groźne oczy
- Eliksir papy Hemingwaya
- Romantyczna podróż pana Honoriusza
- Ścieżki przez dżunglę
- Nad wodą wielką i czystą
- Wczasy literackie
- Warsztat czarodzieja
- Dalekie gwiazdy
- Most na rzece Ben Hai
- Oczy smoka (powieść; 2006)
- Kochankowie nad przepaścią (powieść; 2007)
- Karolinka na tropach Indian (Wydawnictwo Śląsk, Katowice 1981)
- Karolinka z Diamentowych Gór (Wydawnictwo Śląsk, Katowice 1974)
- Karolinka z Doliny róż
- Szukam Baltazara Kujawskiego
- Drzewo sprawiedliwości (powieść; 1991)

## Publikacje w pracach zbiorowych
- Pożegnanie pisarza-podróżnika [w:] Wokół reportażu podróżniczego. Tom 3. Lucjan Wolanowski (1920-2006). Studia – szkice – materiały (Wydawnictwo Uniwersytetu Śląskiego, Katowice 2009, seria: „Prace naukowe Uniwersytetu Śląskiego nr 2683”, ISBN 978-83-226-1802-8, ISSN 0208-6336)